# Groupe de NGC 1685
Le groupe de NGC 1685 est un trio de galaxies situées dans la constellation d'Orion. La distance moyenne entre ce groupe et la Voie lactée est d'environ 67,0 Mpc (∼219 millions d'al). 

## Membres
Le tableau ci-dessous liste les trois galaxies du trio indiquées dans l'article de A.M. Garcia paru en 1993. 
| Nom          | Class.   | Type           | α (J2000.0)   | δ (J2000.0)  | Vitesse radiale (km/s) | m                 | Distance (Mpc) | Diamètre (kal) |
| ------------ | -------- | -------------- | ------------- | ------------ | ---------------------- | ----------------- | -------------- | -------------- |
| NGC 1685     | SB0/a(r) | Lenticulaire   | 04h 52m 34.2s | -02° 56′ 58″ | 4554 ± 11              | 14,1              | 66,7 ± 4,7     | 79             |
| MCG -1-13-22 | Sb?      | Spirale        | 04h 51m 26.6s | -03° 07′ 19″ | 4577 ± 9               | 10,619 +/- 0,024a | 67,1 ± 4,7     | 96             |
| MCG -1-13-33 | SB(s)cd  | Spirale barrée | 04h 53m 17.4s | -03° 00′ 36″ | 4592 ± 4               | 14,3540           | 67,3 ± 4,7     | 87             |

- aDans le proche infrarouge.

Le site DeepskyLog permet de trouver aisément les constellations des galaxies mentionnées dans ce tableau ou si elles ne s'y trouvent pas, l'outil du site constellation permet de le faire à l'aide des coordonnées de la galaxie. Sauf indication contraire, les données proviennent du site NASA/IPAC. 